# Jesús Huerta de Soto
Jesús Huerta de Soto Ballester (Madrid, 23 dicembre 1956) è un economista spagnolo, esponente della scuola austriaca e docente di economia politica alla Rey Juan Carlos University di Madrid, in Spagna.

## Biografia
Jesús Huerta de Soto Ballester è uno degli economisti più rappresentativi della moderna scuola austriaca di economia, filosofo politico spagnolo e docente di economia politica all'Università Rey Juan Carlos di Madrid. Nel 1984 ha ottenuto il dottorato in Diritto e nel 1992 quello in Scienze Economiche presso l'Università Complutense di Madrid. Mediante una borsa di studi concessa dal Banco de España è stato anche studente all'Università di Stanford dove ha conseguito il titolo MBA.
Dal 1979 è stato professore di Economia Politica alla Facoltà di Diritto dell'Università Complutense di Madrid. Dal 2000 è docente di Economia Politica alla Facoltà di Scienze Giuridiche e Sociali dell'Università Rey Juan Carlos di Madrid e in questa stessa Università dall'ottobre del 2007 tiene l'unico Master Ufficiale di economia della Scuola Austriaca, riconosciuto in tutta l'Unione europea, nel tentativo di diffonderne il pensiero in tutta Europa e nel resto del mondo.
Dal maggio del 2004 è fondatore e direttore della rivista accademica Procesos de Mercado: revista europea de economía política che, due volte all'anno, pubblica articoli sulla Scuola Austriaca nelle lingue ufficiali dell'Unione europea. Inoltre, come imprenditore, è presidente ed amministratore delegato di España S.A., Compañía Nacional de Seguros, la compagnia di assicurazioni sulla vita della sua famiglia, fondata dal nonno (primo attuario di Spagna), Jesús Huerta Peña, nel 1928. Quello delle assicurazioni è un settore a cui ha dedicato numerosi contributi accademici che, nel 1983, gli hanno fatto ottenere il Premio Internacional de Economía, consegnato dal Re Juan Carlos, per il suo lavoro Planes de pensiones privados.
Huerta de Soto, è membro dell'istituto Ludwig von Mises, è stato promotore della Fundación Insituto Madrileño de Estudios Avanzados (IMDEA) Ciencias Sociales, e vicepresidente della Società Mont Pelerin (2000-2004). È anche consigliere editoriale del Quarterly Journal of Austrian Economics, del Journal of Markets and Morality e delle riviste Studia Humana e New Perspectives on Political Economy. È inoltre cofondatore della Sociedad para el Estudio de la Acción Humana. Collabora strettamente anche con l'Instituto Juan de Mariana a Madrid. Nel 2009 l'Università Francisco Marroquín gli ha conferito il suo primo Dottorato honoris causa, a cui è seguito quello conferito dall'Università Alexandru Ioan Cuza di Iasi (Romania, 2010) e da quello ricevuto in seguito a Mosca dall'Università Finanziaria del Governo della Federazione Russa (2011), fondata da Lenin nel 1919.
Tra gli altri riconoscimenti accademici internazionali, ha ottenuto il Premio Adam Smith conferito dal C.N.E. di Bruxelles (2005), il Premio Franz Cuhel Memorial Prize for Excellence in Economic Education conferito dall'Università di Economia di Praga (2006), il Gary G. Schlarbaum Prize for Liberty (Salamanca 2009), e la Medaglia del Foment del Treball Nacional (Barcellona, 2009). Infine, il 21 giugno 2013, ha ricevuto la Gold Hayek's Medal dall'Università di Göttingen (Germania).
Huerta de Soto ha saputo creare una folta schiera di giovani accademici e seguaci, tra i quali spiccano i Dottori Philipp Bagus, Miguel Angel Alonso Neira, David Howden, Gabriel Calzada, Javier Aranzadi del Cerro, Oscar Vara Crespo, Adrian Ravier, Juan Ramon Rallo, Miguel Anxo Bastos Boubeta y Maria Blanco, tra molti altri. Dal 2011 è iscritto al Partido de la Libertad Individual (P-Lib).

## Contributi
Tra i suoi contributi intellettuali più riconosciuti ci sono: il suo studio della funzione imprenditoriale e l'impossibilità del socialismo, trattato nel suo libro Socialismo, Calcolo Economico e Imprenditorialità, così come i suoi sviluppi della teoria austriaca del ciclo economico esposti nel suo libro Moneta, Credito Bancario e Cicli Economici, e della teoria dell'efficienza dinamica, inclusa nel suo libro La Teoria dell'Efficienza Dinamica. Huerta de Soto sostiene che l'analisi della realtà sociale richiede che si combinino in modo adeguato questi tre approcci: teorico (von Mises), storico-evolutivo (Hayek) ed etico (Rothbard). Le opere di Huerta de Soto sono state tradotte in 21 lingue, compreso russo, conese, giapponese e arabo. Dal punto di vista ideologico, il professore Huerta de Soto, sostiene la superiorità teorica dell'anarcocapitalismo sul liberalismo classico:
(Jesús Huerta de Soto)
Sostiene anche la necessità della totale liberalizzazione economica e della riforma radicale dell'attuale sistema finanziario: ritorno al sistema aureo (gold standard) e al coefficiente di cassa bancario del 100%. Huerta de Soto condivide con altri pensatori, come Murray Rothbard, la tesi che la Scuola di Salamanca nel Secolo d'Oro rappresenti un precedente filosofico, giuridico ed economico della scuola austriaca in generale e del liberalismo economico in particolare, essendo la culla di ciò che oggi chiamiamo Scienza Economica. Nell'ambito dell'economia applicata è molto nota la sua difesa dell'euro come "proxy" del sistema aureo, capace di disciplinare politici, burocrati e gruppi di interesse.
In merito alla grave crisi finanziaria che a partire da metà 2007 colpisce buona parte del mondo industrializzato, de Soto individua come maggiore responsabile la banca centrale (soprattutto quella statunitense, in particolare nelle gestioni Greenspan e Bernanke), per via della grande massa monetaria iniettata nel mercato attraverso una politica espansionistica caratterizzata da tassi artificialmente bassi e grandi iniezioni di liquidità.

## Opere
- Planes de pensiones privados (1984)
- Lecturas de economía política, ed. (3 volumi, 1984-1987)
- Socialismo, cálculo económico y función empresarial (1992); trad. italiana Socialismo, calcolo economico e imprenditorialità (Solfanelli, Chieti 2012)
- Estudios de economía política (1994)
- Dinero, Crédito Bancario y Ciclos Económicos, prima edizione spagnola 1998; trad. inglese Money, Bank Credit, and Economic Cycles, 2006 (2ª ediz.: 2009); traduz italiana Moneta, credito bancario e cicli economici (Rubbettino, 2012)
- La Escuela Austríaca: mercado y creatividad empresarial, Madrid, Editorial Sintesis, 2001, trad. it. La Scuola Austriaca. Mercato e creatività imprenditoriale, a cura di Paolo Zanotto, Soveria Mannelli, Rubbettino Editore, 2003.
- Nuevos estudios de economía política, Madrid, Union Editorial, 2002.
- Ahorro y previsión en el seguro de vida (2006).
- The Theory of Dynamic Efficiency (2009); prossimamente in uscita in lingua italiana (La teoria dell'efficienza dinamica).